# Martha Argerich

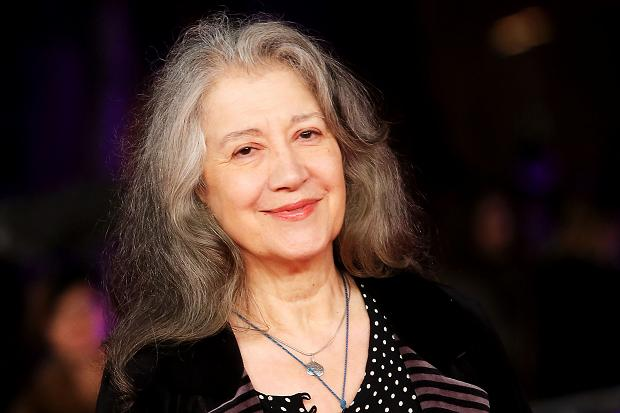
Martha Argerich in 2015.

Martha Argerich (Buenos Aires, 5 juni 1941) is een Argentijnse concertpianiste.

## Biografie
Martha Argerich begon al op haar derde jaar met pianospelen. Met haar vijfde jaar kreeg ze les van Vincenzo Scaramuzza. In 1955 kwam ze naar Europa, waar ze studeerde bij Friedrich Gulda in Oostenrijk. Later studeerde ze bij Arturo Benedetti Michelangeli en Stefan Askenase. Toen ze zestien was, won ze binnen drie weken zowel het Internationale Muziekconcours van Genève als het Ferruccio Busoni Internationale Pianoconcours in Bolzano.
In 1965 won ze ook de zevende editie van het Internationaal Frederick Chopin Piano Concours in Warschau. Een van de stukken die ze speelde was Chopins Etude op. 10 nr. 1. Het jaar daarna maakte ze haar Amerikaans debuut in de Lincoln Centers Great Performers Series.
Haar eerste opname maakte ze in datzelfde jaar. Ze nam werken op van Chopin, Brahms, Ravel, Prokofjev, en Liszt. Een paar jaar later nam ze Chopins Sonate nr. 3, de Polonaise in As op. 53, en andere werken op. Haar vroege opnamen van Prokofjevs Toccata en de zesde Hongaarse Rhapsodie van Liszt gelden als ongeëvenaard. Haar spel wordt gekarakteriseerd door haar gepassioneerde en unieke geluid, maar er zijn critici die beweren dat ze overdreven dynamiek en tempi gebruikt. Haar techniek wordt als formidabel beschouwd. Er zijn wel vergelijkingen getrokken met het spel van Vladimir Horowitz.
In interviews heeft Argerich meerdere malen opgemerkt zich eenzaam te voelen op het podium bij solorecitals. Na de jaren tachtig concentreerde ze zich dan ook op kamermuziek, optredens met orkest en de begeleiding van andere instrumentalisten. Ze gaf vaak pianorecitals met de Braziliaanse pianist Nelson Freire.
Martha Argerich is drie keer getrouwd geweest. Uit haar eerste huwelijk met Robert Chen werd haar dochter Lyda Chen geboren. Van 1969 tot 1973 was ze getrouwd met de dirigent Charles Dutoit, met wie ze opnames maakte en optrad. In die tijd werd Annie Dutoit geboren. Met haar derde man, pianist Stephen Kovacevich, kreeg ze een derde kind, Stephanie Argerich.
Ze heeft haar eigen festival in Lugano, waarin ze ieder jaar kans ziet om jonge pianisten te promoten, en is ook vaak lid van de jury bij belangrijke wedstrijden. Toen Ivo Pogorelich in 1980 in de derde ronde van het Internationaal Frederick Chopin Piano Concours in Warschau werd uitgeschakeld verliet ze uit protest de jury met de woorden: "Hij is een genie!"
Haar aversie ten opzichte van de pers en publiciteit heeft ertoe geleid dat Argerich voor een groot gedeelte van haar carrière uit de schijnwerpers is gebleven. Zij heeft ook maar weinig interviews gegeven. Dit heeft haar met een zekere waas van geheimzinnigheid omhuld. Een zekere wispelturigheid kan haar ook niet worden ontzegd. Haar spel is zeer temperamentvol te noemen en ze wordt algemeen erkend als een van de grootste pianisten van deze tijd.

## Prijzen en onderscheidingen

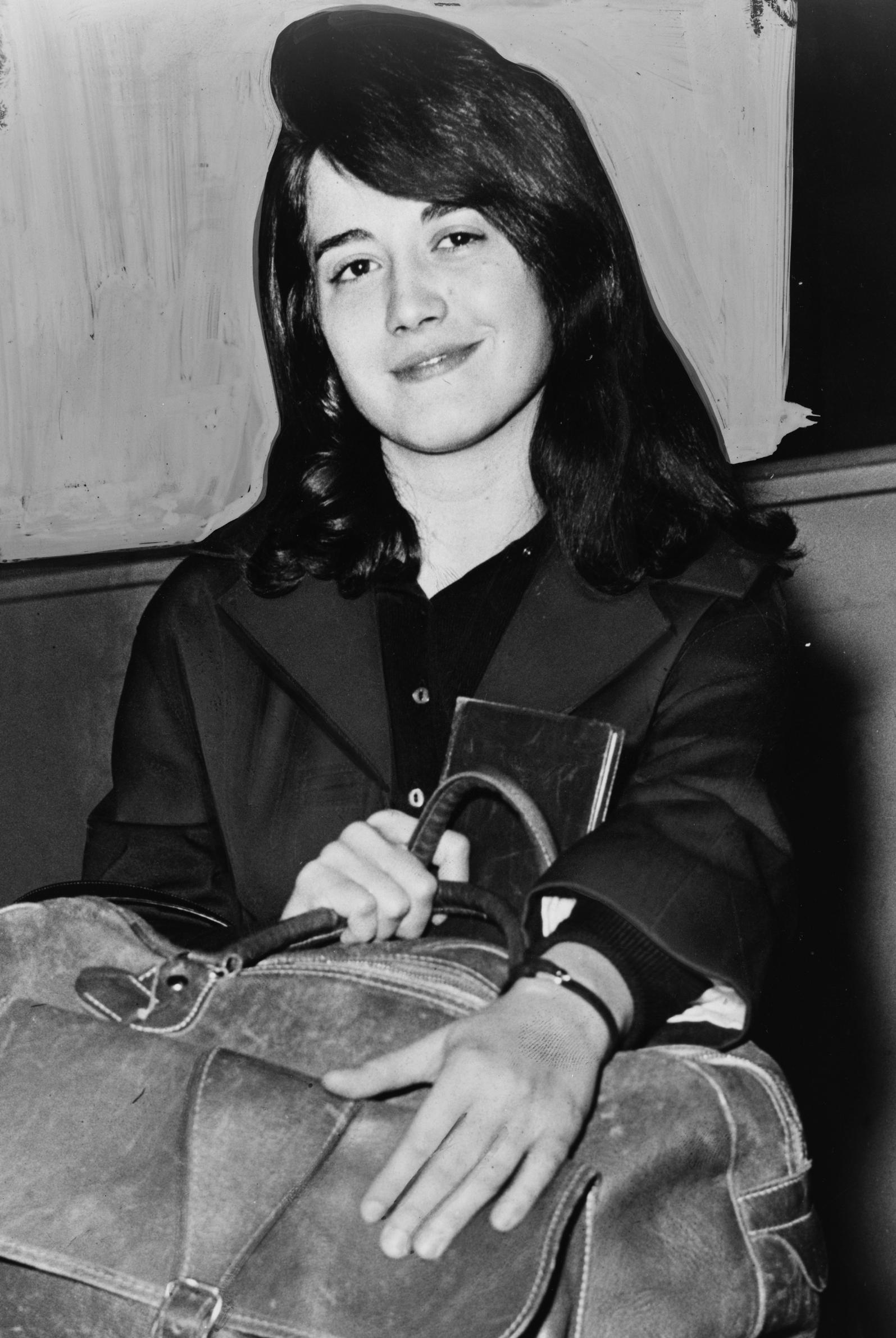
Martha Argerich in 1962

- 1957 Busoni International Piano Competition: eerste prijs
- 1957 Geneva International Music Competition: eerste prijs
- 1965 Internationaal Frederick Chopin Piano Concours: eerste prijs
- 2000 Grammy Award voor de beste uitvoering van een instrumentale solist (met orkest):
  - Martha Argerich en het Montreal Symphony Orchestra o.l.v. Charles Dutoit voor Pianoconcert nr. 1 (Prokofjev), Pianoconcert nr. 3 (Prokofjev) en Pianoconcert nr. 3 (Bartók).
- 2005 Grammy Award voor de beste kamermuziekuitvoering:
  - Martha Argerich en Michail Pletnev voor Assepoester (Prokofjev) en Ma Mère l'Oye (Ravel)
- 2005 Praemium Imperiale, Japan
- 2006 Grammy Award voor de beste uitvoering van een instrumentale solist (met orkest):
  - Martha Argerich en het Mahler Chamber Orchestra o.l.v. Claudio Abbado voor Pianoconcert nr. 2 (Beethoven) en Pianoconcert nr. 3 (Beethoven)

## CD-opnames
- The Art of Martha Argerich, Deutsche Grammophon, 2011. Ter gelegenheid van haar zeventigste verjaardag. CD 1: 1961-1977; CD 2: 1977-1986; CD 3: 1990-2009. Met een discografie van opnames bij Deutsche Grammophon en Philips (Decca) uit de periode 1959 tot 2010. Dat betreft 49 cd's en 1 dvd.
- Vele opnames van Martha Argerich & friends. Live from Lugano (jaarlijks festival), Warner Classics, tot 2016.